# Friedrichstraße (metrostation)
Friedrichstraße is een metrostation in de Duitse hoofdstad Berlijn. Het werd in 1923 geopend onder de Friedrichstraße bij het gelijknamige spoorwegstation, dat een knooppunt vormt voor regionale treinen en verschillende S-Bahn-lijnen.
Het metrostation is een halte van de lijn U6, die rijdt van Alt-Tegel naar Alt-Mariendorf.
Alt-Tegel  · 
Borsigwerke · 
Holzhauser Straße · 
Otisstraße · 
Scharnweberstraße · 
Kurt-Schumacher-Platz · 
Afrikanische Straße · 
Rehberge · 
Seestraße · 
Leopoldplatz  · 
Wedding  · 
Reinickendorfer Straße · 
Schwartzkopffstraße · 
Naturkundemuseum · 
Oranienburger Tor · 
Friedrichstraße   ·
Unter den Linden  ·
Stadtmitte  · 
Kochstraße · 
Hallesches Tor   · 
Mehringdamm  · 
Platz der Luftbrücke · 
Paradestraße · 
Tempelhof  · 
Alt-Tempelhof · 
Kaiserin-Augusta-Straße · 
Ullsteinstraße · 
Westphalweg · 
Alt-Mariendorf